# 特尔古-塞奎斯
46°00′02″N 26°08′04″E / 46.0006001°N 26.1345785°E
特尔古-塞奎斯（羅馬尼亞語：Târgu Secuiesc）是罗马尼亚科瓦斯纳县的一个镇。